# ليز هاتش
ليز هاتش (بالإنجليزية: Liz Hatch)‏ هي دراجة أمريكية، ولدت في 3 يونيو 1980 في أوستن في الولايات المتحدة.

## وصلات خارجية
- ليز هاتش على موقع أرشيف الدراجات (الإنجليزية)
- ليز هاتش على موقع إحصائيات الدراجات الإحترافية (الإنجليزية)
- ليز هاتش على موقع نسبة الدراجات (الإنجليزية)